# Dimitrios Vikelas
Dimitrios Vikelas, o Bikelas (en griego: Δημήτριος Βικέλας; Ermúpoli, 15 de febrero de 1835 – Atenas, 20 de julio de 1908), fue un empresario y escritor griego; entre 1894 y 1896 fue el primer presidente del Comité Olímpico Internacional (COI).
Luego de su infancia en Grecia y Constantinopla (actual Estambul), Vikelas se desplazó a Londres, donde se casó. Luego se trasladó a París, a causa de las actividades de su esposa. Posteriormente abandonó los negocios y se dedicó a la literatura y a la historia, publicó numerosas novelas, cuentos cortos y ensayos, que le ganaron una reputación distinguida. A causa de su reputación y el hecho de que residía en París, fue elegido para representar a Grecia en un congreso convocado por el barón Pierre de Coubertin en junio de 1894, en el cual se decidió restablecer los juegos olímpicos y organizarlos en 1896 en Atenas, siendo Vikelas designado para presidir el comité organizativo. Al concluir los Juegos Olímpicos de Atenas 1896 presentó su renuncia, permaneciendo en Atenas hasta su muerte en 1908.
| Predecesor: Título de nueva creación | Presidente del COI 1894-1896 | Sucesor: Pierre de Coubertin |